# Herbert Müller (Politiker, 1927)
Herbert Walter Theodor Müller (* 10. März 1927 in Neuß) ist ein ehemaliger deutscher Landwirt, Politiker und Funktionär der DDR-Blockpartei Demokratische Bauernpartei Deutschlands (DBD). 

## Leben
Herbert Müller hatte von 1951 bis 1954 eine Aspirantur am Institut für Pflanzenzüchtung der Deutschen Akademie der Landwirtschaftswissenschaften zu Berlin (DAL) in Bernburg. Nach der Promotion habilitierte er sich zum Dr. agrar. habil. Er war wissenschaftlicher Abteilungsleiter am Institut für Pflanzenzüchtung Gülzow.
Von 1963 bis 1976 gehörte er als Mitglied der DBD der Volkskammer der DDR an.